# Novum Organum

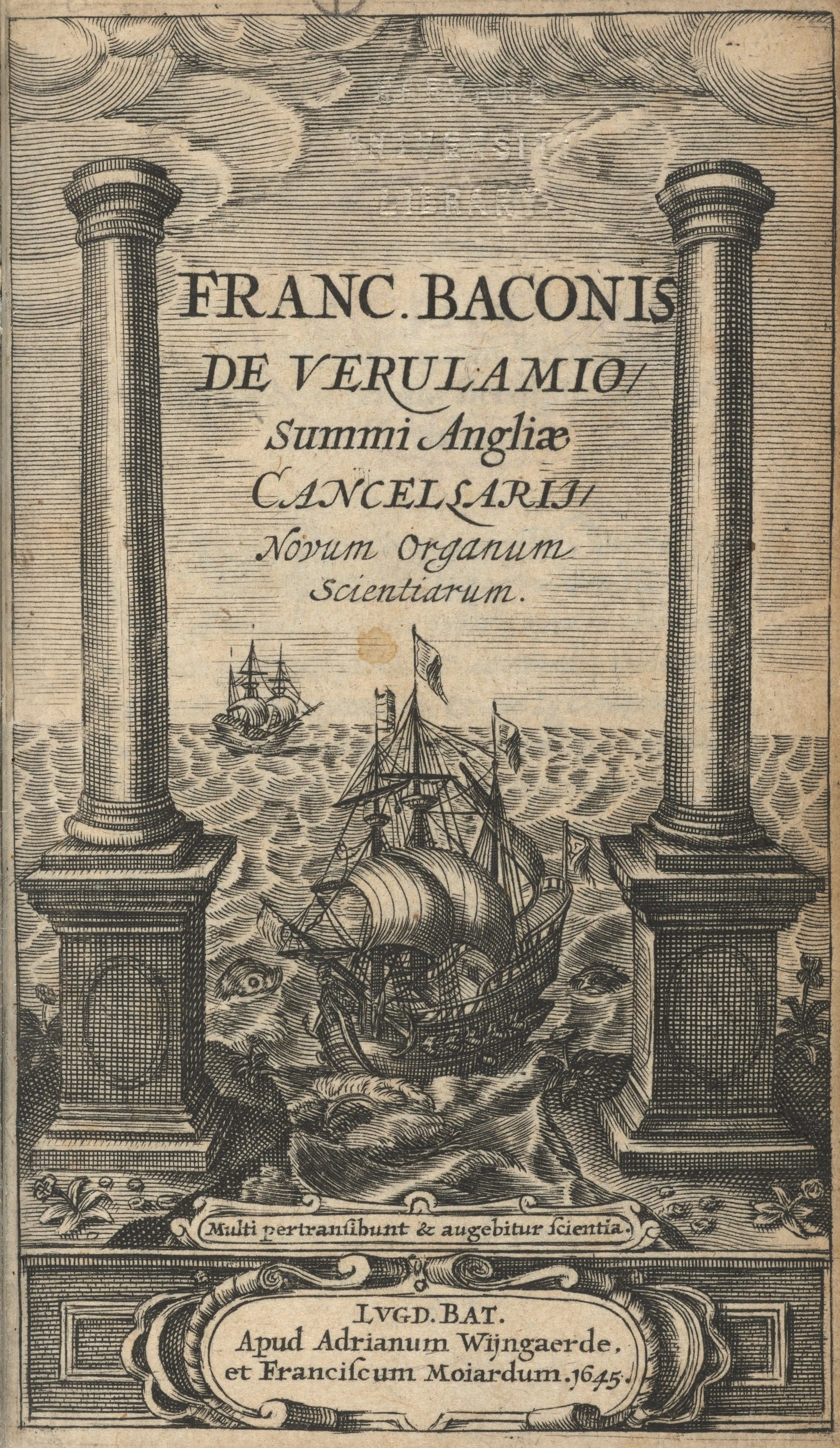
Novum Organum, 1645, Innentitel

Das Novum organum scientiarum (dt. ‚Neues Werkzeug der Wissenschaften'), in deutscher Übersetzung Neues Organon, ist das wissenschaftstheoretische philosophische Hauptwerk von Francis Bacon, das in Latein verfasst und 1620 in England veröffentlicht wurde. Es gilt als Wendepunkt in der Kulturgeschichte zwischen mittelalterlichem Denken und neuzeitlicher methodischer Forschung, die auf Fortschritt und damit Gemeinwohl ausgerichtet ist.
Als Idolenlehre wird das in diesem Werk von Francis Bacon 1620 entwickelte erkenntniskritische Konzept des Empirismus bezeichnet. Mit diesem Vorgehen sollen Trugschlüsse und naive Naturverständnisse vermieden werden. Im wissenschaftlichen Sinne sollen die Ereignisse kognitiv geordnet werden mit dem Ziel die Welt zu verstehen und Regeln zu entwickeln.

## Das Werk
Das Werk ist im Wesentlichen durch nummerierte Aphorismen bestimmt, welche die Notwendigkeit eines unvoreingenommenen wissenschaftlichen Forschens betonen. Bacon verfolgte damit eine große Erneuerung (Instauratio magna) der Wissenschaften und richtete sich vor allem gegen Aristoteles und die scholastische Denkart. Mit seinem Titel bezieht sich Bacon auf das Organon des Aristoteles.
In einem weiteren Sinne kann Bacon als ein Vorkämpfer der Aufklärung gelten. Es war sein Anliegen das dunkle Mittelalter zu bekämpfen und den Fortschritt auf die Vernunft zu gründen. Das menschliche Denken sollte von Irrtümern und möglichen Fehlerquellen befreit werden, um objektiv die Welt sehen zu können. Im ersten Teil des Buches hat er daher eine regelrechte Theorie des befangenen Denkens aufgestellt.

## Die Idolenlehre
Bacon definiert Idole als die „falschen Begriffe, welche vom menschlichen Verstand schon Besitz ergriffen haben und tief in ihm wurzeln“. Sie halten den „Geist der Menschen“ in Beschlag. Er unterscheidet vier charakteristische Idole, die an der Erkenntnis hindern:

„Vier Arten von solchen Idolen halten den menschlichen Geist gefangen (Quatuor sunt genera Idolorum …). Ich habe sie der besseren Darstellung wegen mit Namen versehen; die erste Art soll als Idol des Stammes (Idola Tribus) bezeichnet werden; die zweite als Idol der Höhle (Idola Specus); die dritte als Idol des Marktes (Idola Fori); die vierte als Idol des Theaters (Idola Theatri).“

### Idola Tribus
Die Götzenbilder der Gattung oder Idole des Stammes haben bei ihm eine biologistische Erklärung. Die Fehlerquellen sind nach Bacon in der menschlichen Natur selbst, in der Herkunft des Menschen oder der menschlichen Gattung zu suchen. Vor allem sieht Bacon, dass falsche, urteilstrübende Vorurteile aus den Sinnesorganen der Menschen resultieren. Ihre Wahrnehmung geschieht immer im Rahmen der eingeschränkten, verzerrten Arbeit der menschlichen Sinnesorgane. Diese zeigen die Natur jedoch nicht wie sie ist, sondern den menschlichen Wahrnehmungsformen entsprechend.
Diese Art Irrtümer stammen aus der allen Menschen gemeinsamen Natur. Denn wir nehmen nicht die Welt direkt so wahr, wie sie ist, sondern wie unsere menschlichen Wahrnehmungsorgane sie erfassen. Der menschliche Verstand ist wie ein Krummspiegel, der Gegenstände nur auf verzerrte Weise widerspiegelt.
Im ersten Teil des Werkes, also den Kapiteln mit den Aphorismen Aphorisms Concerning the Interpretation of Nature und Kingdom of Man kritisierte Bacon den aktuellen Stand der Naturphilosophie. Das Ziel seiner Kritik bestand im Syllogismus, einer Methode, von der er annahm, dass sie völlig unzureichend sei im Vergleich zu dem, was Bacon die true induction nannte.

„(...)The syllogism is made up of propositions, propositions of words, and words are markers of notions. Thus if the notions themselves (and this is the heart of the matter) are confused, and recklessly abstracted from things, nothing built on them is sound. The only hope therefore lies in true Induction. Aphorismus 14“

 (Übersetzung; sinngemäß: Der Syllogismus besteht aus Sätzen, Sätze aus Wörtern und Wörter sind Markierungen von Begriffen. Wenn nun die Begriffe selbst (und das ist entscheidend) verwechselt werden mit den Wörtern, also nur einfach von den Dingen abstrahiert wird: nichts was nur auf den Wörtern aufgebaut ist, ist sinnvoll. Die einzige Hoffnung liegt daher in der wahren Induktion.)

### Idola Specus
Die Götzenbilder der Höhle beruhen demnach auf individuell zu erklärenden Makeln, wie der Erziehung, der Stimmung, dem fehlleitenden Umgang mit anderen Menschen sowie Büchern und sonstigen immateriellen Werten.
Jeder Mensch hat seine ihm eigentümliche, von falschen Vorstellungen mehr oder weniger stark beeinflusste Auffassungsweise. Jeder sitzt in seiner eigenen, von seinen individuellen Vorurteilen und Irrtümern geprägten „Höhle“, in die das Außenlicht nur getrübt und verdunkelt eindringt, wie Bacon an Platons Höhlengleichnis anknüpfend feststellt.

### Idola Fori
Die Götzenbilder des Verkehrs oder Idole des Marktes ergeben sich durch Kommunikations- und Sprachprobleme in den menschlichen Begegnungen und in der Gemeinschaft. Aufgrund von Wörtern werden Menschen „zu leeren und zahllosen Streitigkeiten und Erdichtungen“ (Bacon) verführt.
Diese Erkenntnisstörungen entstehen aus der zwischenmenschlichen Kommunikation heraus. Dinge müssen von den Sprechern benannt werden, jedoch führt das leicht zu Missverständnissen. So wird die  Sprache selbst rasch von einem Verständigungsmittel zu einem Verständigungsproblem.

### Idola Theatri
Die Götzenbilder des Schauplatzes oder Idole des Theaters ergeben sich durch philosophische Schulen, die in Bacons Worten auch „Sekten“ genannt werden. Die Idole des Theaters führen als Dogmen dieser Schulen zu falschen Urteilen. Diese Vorurteile sind angestammt aus Tradition, Autorität und den Irrlehren der Vorzeit.
Für eine Art solcher tradierter Fehlvorstellungen hielt Bacon zum Beispiel die Überschätzung des rein begrifflich ableitenden, nicht empirischen Vorgehens in der Aristotelischen Philosophie (Syllogismus). Diese Vorurteile machen nach Bacon eine Entfaltung des Verstandes unmöglich.
Unter dem Einfluss des Novum Organum, das Bacon als Handwerkzeug oder Instrument betrachtete, übernahm die Wissenschaft die Methode der genauen Beobachtung und des Experiments. Hier ist der Grundstein für den späteren Empirismus gelegt.

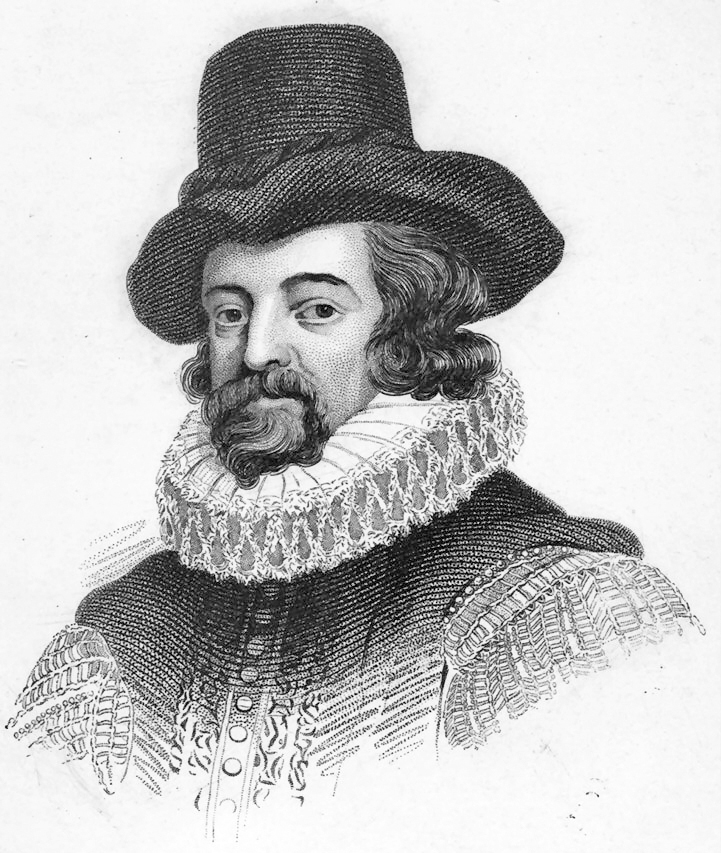
Francis Bacon (1561–1626)

## Ausgaben
- Francis Bacon: Neues Organ der Wissenschaften. Übers. u. hrsg. von Anton Theobald Brück Unveränd. reprograf. Nachdr. d. Ausg. Leipzig 1830 und Darmstadt 1990, ISBN 3-534-01465-0.
- Francis Bacon: Neues Organon 1 Reihe. Philosophische Bibliothek 400/a Deutsch, Lateinisch, Meiner Felix Verlag GmbH, Januar 1990, ISBN 3-7873-0757-5.
- Francis Bacon: Novum organum. 1620.